# Хайнрих IV фон Геролдсек-Лар
Хайнрих IV фон Геролдсек-Лар (на немски: Heinrich IV von Geroldseck-Lahr; * сл. 1330; † сл. 1394) от фамилията на господарите на Дирзберг-Геролдсек, е господар на Лар в Шварцвалд в Баден-Вюртемберг.

## Произход и наследство
Той е син на Валтер IV фон Геролдсек († 1355) и втората му съпруга Сузана фон Раполтщайн († сл. 1351), дъщеря на Хайнрих III фон Раполтщайн († 1312/1313) и Сузана фон Геролдсек († 1308), дъщеря на Буркард VI фон Геролдсек († сл. 1322) и Сузана фон Финстинген († сл. 1299). Полубрат му Валтер VI († 1349) е господар на Геролдсек.
Господството и градът Лар остават до 1426 г. собственост на господарите фон Геролдсек. Техните наследници са господарите фон Мьорс-Сарверден, на граф Йохан I фон Мьорс-Сарверден († 1431), съпруг на Аделхайд фон Геролдсек († сл. 1440), внучката Хайнрих IV фон Геролдсек-Лар.

## Фамилия
Хайнрих IV фон Геролдсек-Лар се жени пр. 30 декември 1356 г. за Аделхайд фон Лихтенберг (* pr. 1357; † сл. 1397), дъщеря на Хайнрих III фон Лихтенберг († 1379) и Елза фон Геролдсек († сл. 1346), дъщеря на Егено фон Геролдсек († 1343) и Аделхайд фон Фюрстенберг († 22 март). Те имат децата:
- Хайнрих V фон Геролдсек (* пр. 1375; † 1426), господар на Дирзберг-Лар и граф на Геролдсек в Ортенау, женен за графиня Урсула фон Еберщайн († сл. 1428)
- Валтер IX фон Дирзберг-Геролдсек († 9 юли 1386, Земпах)
- Хайнрих фон Дирзберг-Геролдсек († сл. 1394)